# Vườn quốc gia Mole
Vườn quốc gia Mole là khu bảo tồn động vật hoang dã lớn nhất của Ghana. Nó nằm ở phía tây bắc của Ghana trong khu vực đồng cỏ cùng với hệ sinh thái ven sông ở độ cao 150 mét, với những sườn núi dốc cao tạo thành ranh giới phía nam của vườn quốc gia. Lối vào của vườn quốc gia đi từ Larabanga, một ngôi làng của huyện West Gonja nằm gần đó. Lovi và Mole là hai con sông chảy qua vườn quốc gia nhưng vào mùa khô kéo dài, chúng trở thành những bãi cạn. Khu vực vườn quốc gia Mole có lượng mưa hàng năm vào khoảng 1000 mm. Mole là vườn quốc gia chịu ảnh hưởng từ nạn săn bắn động vật hoang dã, chính vì vậy một nghiên cứu dài hạn đã được thực hiện tại đây để hiểu được tác động của nạn săn bắn đối với vườn quốc gia này.

## Lịch sử
Vùng đất này trở thành một khu bảo tồn động vật hoang dã vào năm 1958. Đến năm 1971, một bộ phận dân số nhỏ sinh sống tại đây đã được di dời và nơi đây được chỉ định là một vườn quốc gia. Mới đầu, ở đây người ta chưa thấy tiềm năng về du lịch, và vườn quốc gia này như một khu vực bảo vệ thiếu tài chính, cùng với thiếu sự quan tâm của Chính phủ và các tổ chức bảo tồn quốc tế trước nạn săn bắt trái phép.
Sau đó, việc bảo tồn đã được cải thiện, Mole trở thành một khu vực nghiên cứu quan trọng cho các nhà khoa học, vì việc di rời dân cư ra khỏi ranh giới vườn quốc gia cho phép quá trình nghiên cứu dài hạn tốt nhất so với các khu vực khác ở tây bắc Ghana. Ví dụ như nghiên cứu về tác động của 800 con voi đối với các loài cây thì thấy loài voi gây ảnh hưởng nhiều hơn đối với loài cây Burkea africana (một loài cây nhiệt đới có giá trị kinh tế quan trọng) và Butyrospermum paradoxum (một loại cây có quả và hạt rất có giá trị dinh dưỡng và kinh tế).
Gần đây, mật ong thu được từ vườn quốc gia trở thành mặt hàng thương mại quan trọng. Nó trở thành sản phẩm giúp những người dân làng gần đó có thu nhập và giúp giảm tình trạng săn bắn trái phép. Sản phẩm sau đó được xuất khẩu sang Mỹ và nhiều nước châu Phi.

## Thực vật

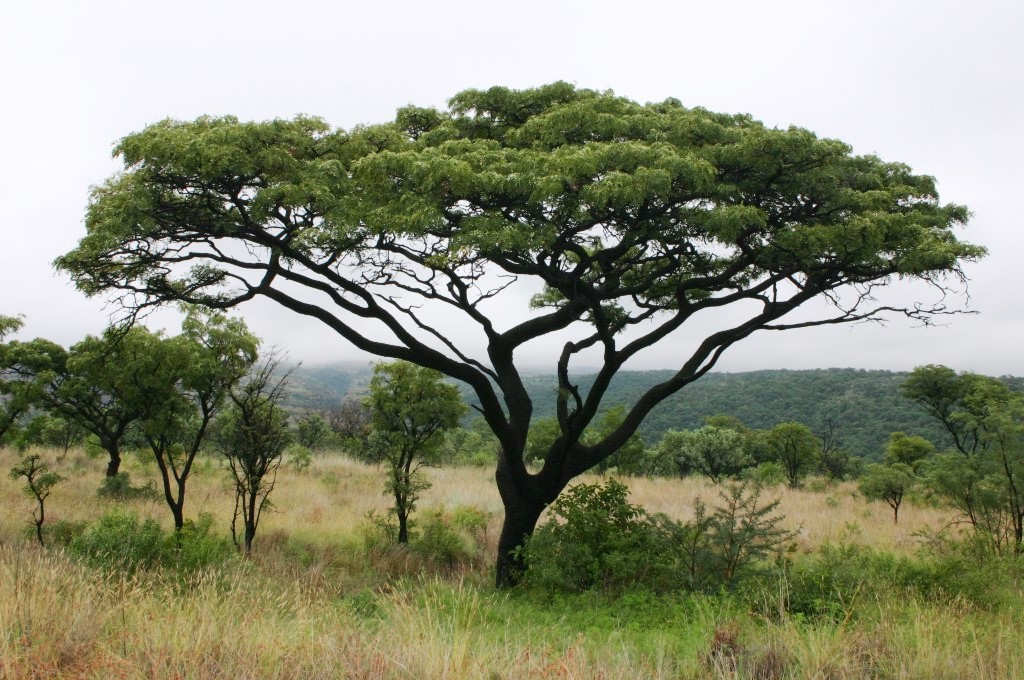
Burkea africana là một thành viên của Họ Đậu, phổ biến ở khắp vùng nhiệt đới Châu Phi bao gồm cả Vườn quốc gia Mole ở Ghana.

Vườn quốc gia có hệ thực vật vô cùng phong phú với nhiều loài thực vật có hoa Burkea africana, Isoberlinia doka, Terminalia macroptera; các loài cây bụi như Diospyros mespiliformis, Flueggea virosa, Feretia apodanthera, Drimia; các loài cỏ Andropogon, Brachiaria, Loudetiopsis, Sporobolus, Setaria, Kyllinga, Aneilema... Đặc biệt là hai loài đặc hữu của Mole là Gongronema Obscurum (một thành viên của phân họ Asclepiadaceae) và Raphionacme vignei.

## Động vật

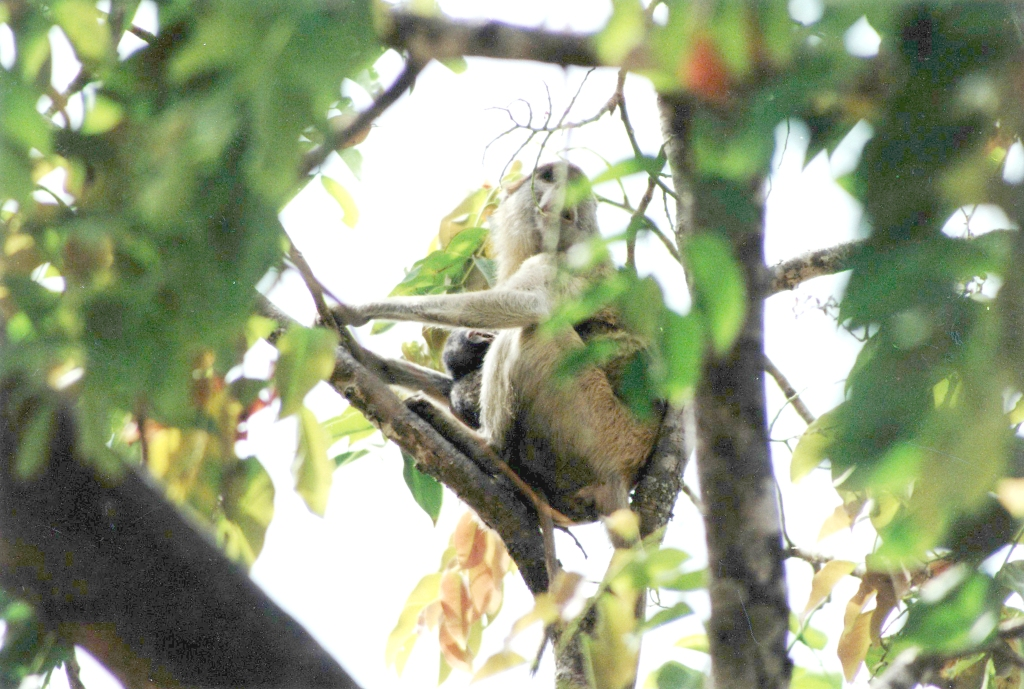
Những con khỉ tại vườn quốc gia Mole.

Vườn quốc gia Mole có giá trị đặc biệt về hệ động vật hoang dã. Đây là nơi trú ẩn của 93 loài thú và các loài động vật có vú lớn bao gồm các quần thể Voi châu Phi, Hà mã, Trâu châu Phi, Lợn rừng. Nó được coi là khu bảo tồn quan trọng và chủ yếu ở châu Phi đối với các loài Linh dương Kob, Linh dương nước, Linh dương lang, Linh dương Hartebeest, Linh dương Oribi, Linh dương bụi rậm, Linh dương hoẵng (bao gồm cả Linh dương trung Phi và Linh dương lưng vàng). Khỉ đầu chó olive, Khỉ Colobus đen trắng, Vượn cáo xanh, Khỉ Patas là những loài linh trưởng nổi tiếng trong vườn quốc gia. Trong số 33 loài bò sát có mặt trong vườn quốc gia, Cá sấu mũi hẹp và Cá sấu lùn là hai loài cực kỳ nguy cấp. Những loài động vật ăn thịt như linh cẩu, sư tử và báo được thấy phổ biến ở Mole. Trong số 344 loài chim có mặt ở vườn quốc gia Mole, có rất nhiều loài quý hiếm và đặc hữu bao gồm Đại bàng Martial, Kền kền đầu trắng, Kền kền cọ dầu, Hạc mỏ yên ngựa, Diệc, Sả rừng Abyssinia, Chim Turaco mỏ tím, Bách thanh, Phướn họng đỏ.
Mole giống như nhiều khu bảo tồn thú săn khác tại Ghana, nó ít được đầu tư trong việc ngăn chặn tình trạng săn bắn trái phép. Những thợ săn động vật trái phép thường có xu hướng sống tại các khu vực trong phạm vi 50 km gần vườn quốc gia. Những người dân cuối cùng được di dời khỏi khu vực bảo tồn vào năm 1961, có nghĩa là quần thể động vật ở vườn quốc gia bị ảnh hưởng nhiều bởi những thợ săn trái phép hơn so với yếu tố dân cư.